# Josette Caruso
Josette Caruso, née vers 1953, est une groupie américaine en activité dans les années 1970.

## Biographie
Originaire du New Jersey, Josette Caruso est la fille unique d'une mère célibataire. C'est à l'adolescence une jeune fille brune, mince, amatrice de tenues sexy.
En 1969, elle aborde Jimmy Page de Led Zeppelin, rencontré par hasard dans un restaurant new-yorkais. Ils passent la nuit ensemble, et elle reste avec lui plusieurs jours. C'est le début de sa vie de groupie, qui la conduit à fréquenter la plupart des groupes de rock dont la tournée fait étape à New York, en particulier les Britanniques : Deep Purple, Ten Years After, etc. Au sein de Led Zeppelin, qu'elle accompagne dans une tournée, elle a aussi des relations sexuelles avec Robert Plant, devient plus longuement la petite-amie de George Bonham.
Elle quitte rapidement le lycée pour se consacrer à cette vie festive. Elle devient une des « groupies d'élite » de New-York, avec Bebe Buell : les groupes de passage en ville appellent chez sa mère pour l'inviter, il lui suffit de passer un coup de téléphone pour être dans le lit d'une star du rock, comme par exemple le chanteur Ian Gillan de Deep Purple.
En 1972, elle passe une nuit à Philadelphie avec David Bowie, qui reste un souvenir impérissable : « C'était l'amant rock'n'roll ultime »,, « J'ai aimé tout ces gars [les autres musiciens], mais aucun n'était comme David Bowie ». 
Dans les années 1980, Josette s'éloigne du monde du rock. Elle épouse un riche homme d'affaires avec qui elle a une fille vers 1981, Nico. 
En 2001, elle se remémore sans regret cette période de sa vie, consciente cependant de la brutalité ou du mépris avec lesquels certains de ses amants la traitaient. Elle soutient qu'il n'y avait rien de mal dans la façon dont elle utilisait son corps. Elle recherchait des relations sexuelles, sans sentiments : « La révolution sexuelle était en marche. Le sexe était bon. Je vivais des fantasmes ».  